# Funk B
Funk Model B là một loại máy bay thông dụng 2 chỗ của Hoa Kỳ trong thập niên 1930, do Howard và Joe Funk thiết kế.

## Biến thể

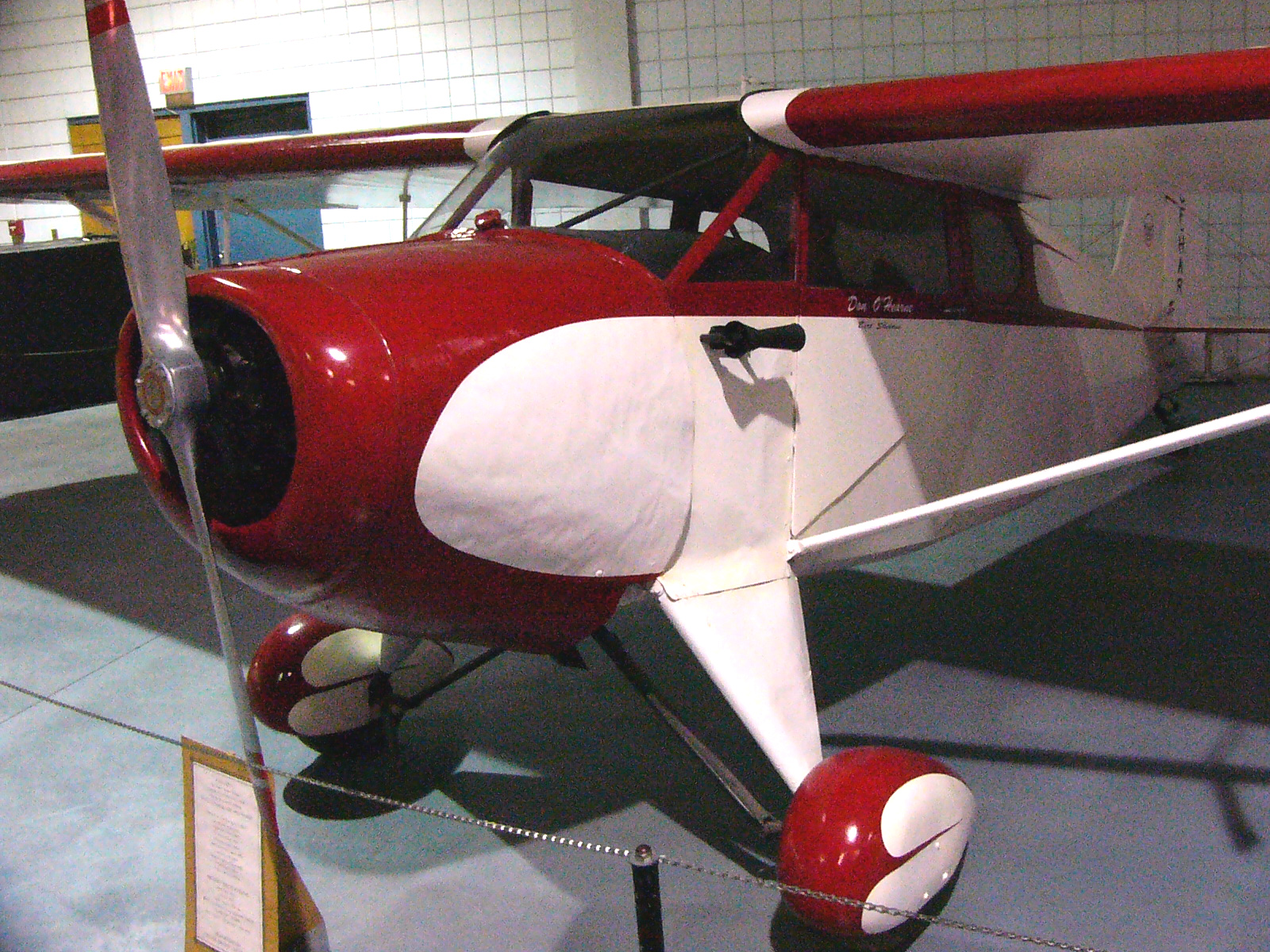
Funk B85C tại Bảo tàng phát triển phương Tây Saskatchewan

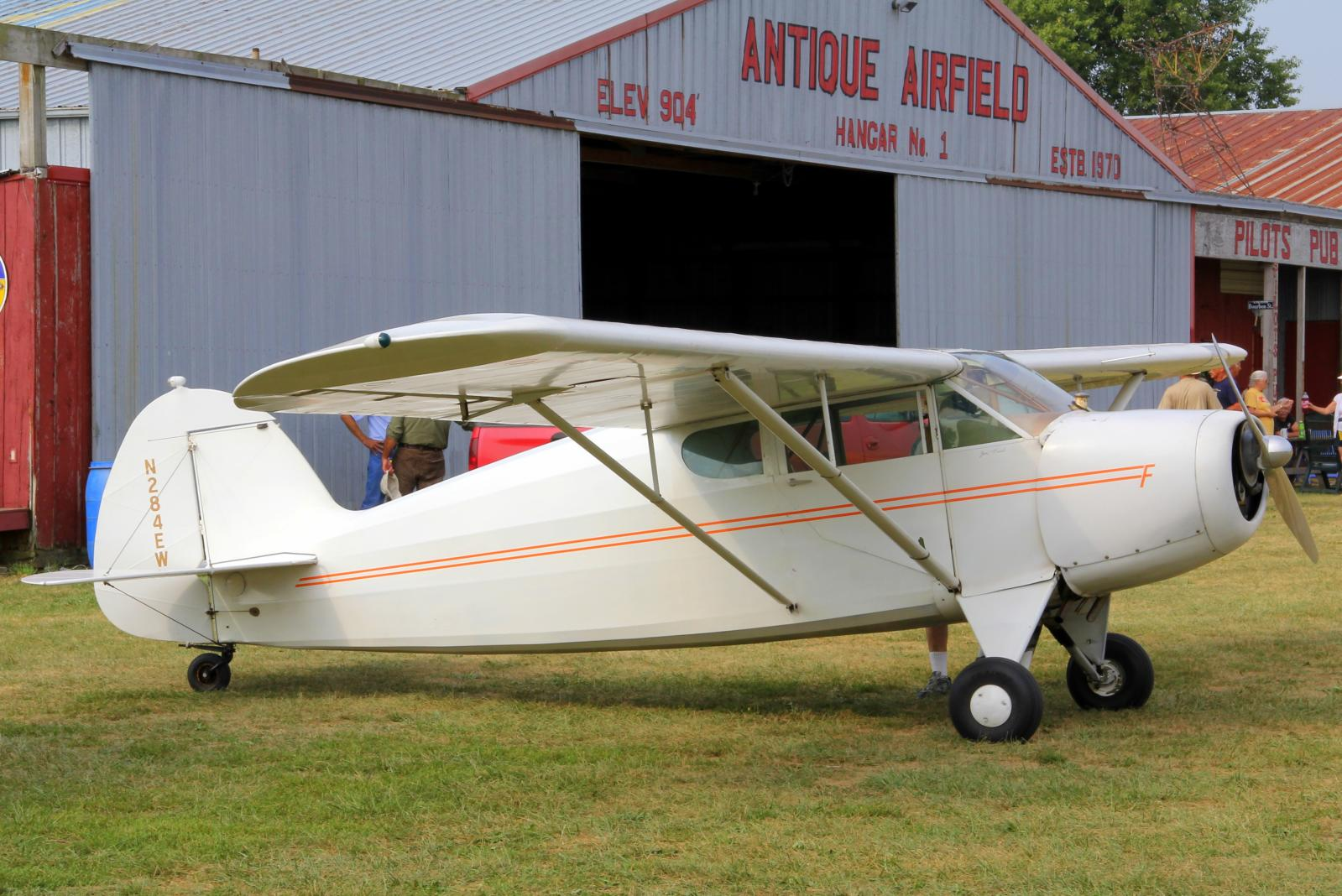
Funk B85L

Model B
Model B-75-L
Model B-85-C Bee
UC-92

## Tính năng kỹ chiến thuật (B-85-C)
Đặc điểm tổng quát
- Kíp lái: 2
- Chiều dài: 20 ft 5 in (6.22 m)
- Sải cánh: 35 ft 0 in (10.67 m)
- Chiều cao: 6 ft 1 in (1.85 m)
- Diện tích cánh: 169 ft2 (15.70 m2)
- Trọng lượng rỗng: 890 lb (404 kg)
- Trọng lượng có tải: 1350 lb (612 kg)
- Động cơ: 1 × Continental C-85-12F, 85 hp (63 kW)

Hiệu suất bay
- Vận tốc cực đại: 117 mph (188 km/h)
- Tầm bay: 365 dặm (587 km)
- Trần bay: 15.500 ft (4725 m)